# Daniel Navarro
Daniel Navarro García, född 8 juli 1983 i Gijón, är en professionell spansk tävlingscyklist. Daniel Navarro blev professionell 2005 med Liberty Seguros. Sedan 2013 tävlar han för UCI Professional Continental-stallet Cofidis.

## Amatörkarriär
Under säsongen 2004 slutade Daniel Navarro García tvåa i etapp 4 av Bidasoa Itzulia bakom Amaël Moinard. Han slutade också tvåa på etapp 5a av Circuito Montañés, men slutade också tvåa på etapp 3 av Vuelta a Palencia.

## Professionell
Daniel Navarro blev professionell med Liberty Seguros 2005 och ett år senare deltog han i sin första Grand Tour när han körde Giro d'Italia 2006. Året därpå slutade han tvåa i bergstävlingen på Schweiz runt bakom ryssen Vladimir Gusev. Under säsongen 2007 deltog han i Tour de France 2007, men Astana Team avslutade aldrig loppet på grund av Aleksandr Vinokurov testades positivt för homolog blodtransfusion.
Daniel Navarro slutade på sjätte plats i GP Lugano 2009 bakom Rémi Pauriol, Davide Rebellin, Simon Gerrans, Francesco Reda, Peter Velits och Fredrik Kessiakoff. Daniel Navarro deltog i Giro d'Italia 2009 och i Vuelta a España 2009.
Navarro vann den trettonde etappen av Vuelta a España 2014.

## Meriter
2010
1:a, Etapp 5 Critérium du Dauphiné
2012
1:a, Etapp 3 Tour de l'Ain
2013
1:a, Vuelta a Murcia
2014
1:a, Etapp 14 Vuelta a España